# Our (Paliseul)
Pour les articles homonymes, voir Our.
Our est un village de la commune belge de Paliseul située en Région wallonne dans la province de Luxembourg.
Avant la fusion des communes de 1977, Our faisait partie de la commune d'Opont.
Depuis 2017, le village fait partie de l'association qui regroupe les plus beaux villages de Wallonie 

## Situation
Ce village ardennais se situe sur la rive droite de l'Our, un affluent de la Lesse. Il se trouve à environ 8,5 km au nord de Paliseul.

## Patrimoine
L'habitat assez groupé est constitué d'anciennes maisons basses en moellons de grès et en pierres de schiste typiques de la région.
L’église Saint-Laurent datée de 1820 est classée sur la liste du patrimoine immobilier classé de Paliseul depuis 1983. Entouré du vieux cimetière ceint d'un mur de pierre, cet édifice compte une nef de trois travées (renforcées par des contreforts sur le côté nord-ouest). Il possède un chevet à pans coupés avec oculus et un clocher à quatre niveaux. L'église fut incendiée en 1819 et restaurée l'année suivante sous la direction du curé Jean Wolvert.
Deux ponts en pierre franchissent la rivière en amont et en aval de la localité.

## Activités
Le village possède deux restaurants.
Sur les hauteurs du village, le long de la rue de Maissin, s'étend la zone d'activités économiques d'une firme de construction dans l'immobilier.

## Galerie

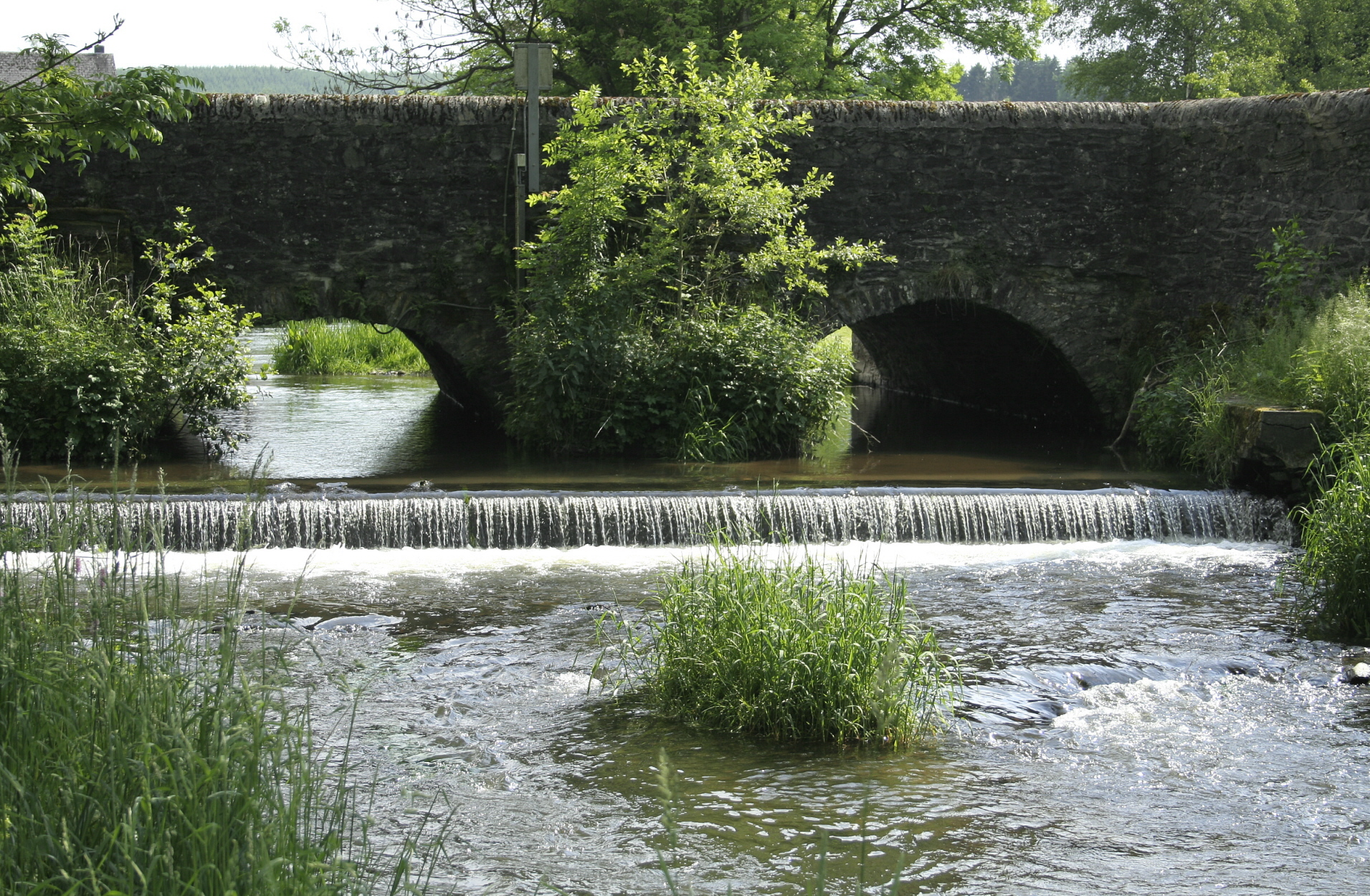
Pont sur l'Our au nord du village d'Our
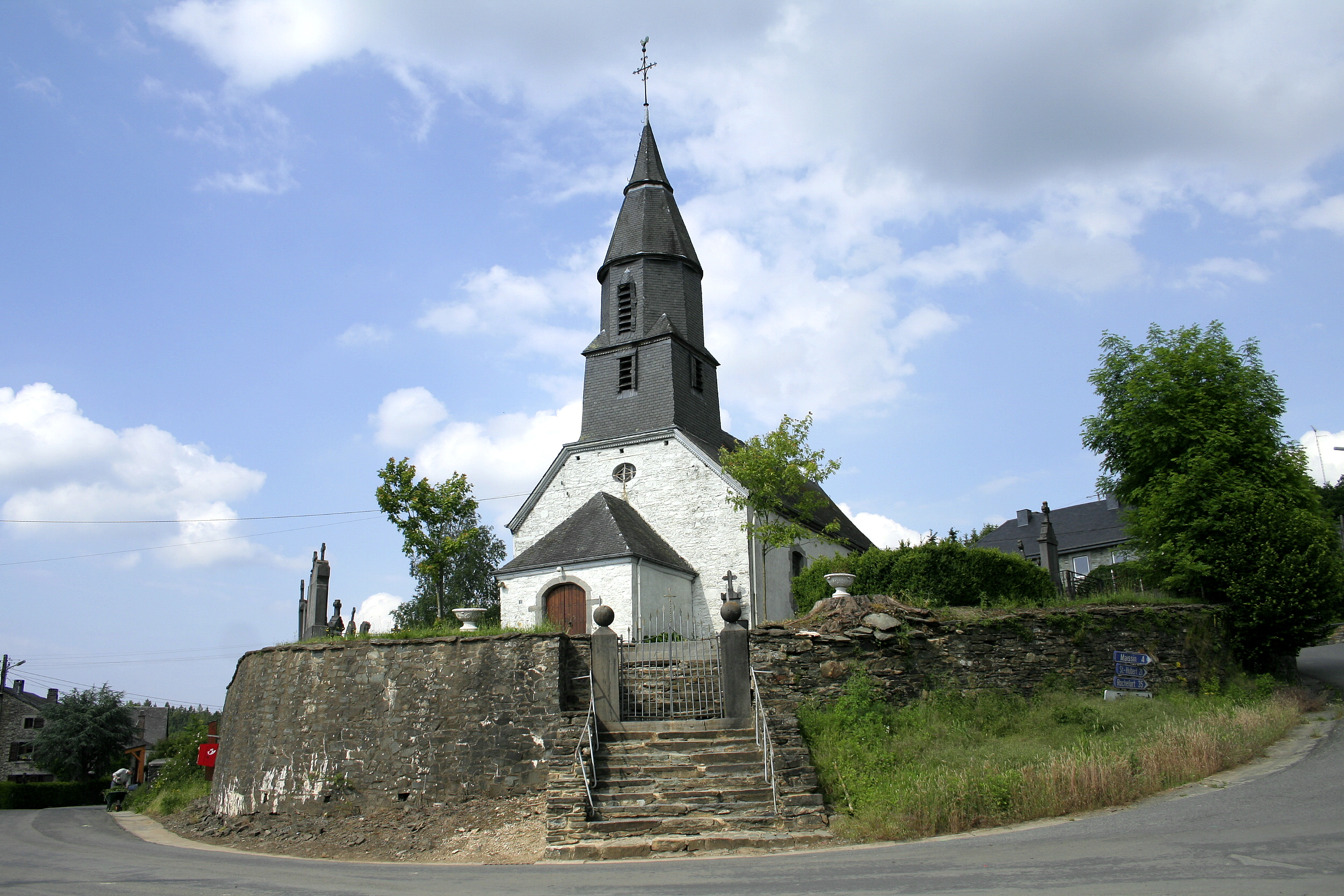
L’église Saint-Laurent